# Stylaster flabelliformis
Stylaster flabelliformis is een hydroïdpoliep uit de familie Stylasteridae. De poliep komt uit het geslacht Stylaster. Stylaster flabelliformis werd in 1816 voor het eerst wetenschappelijk beschreven door Lamarck. 